# Baldeggersee

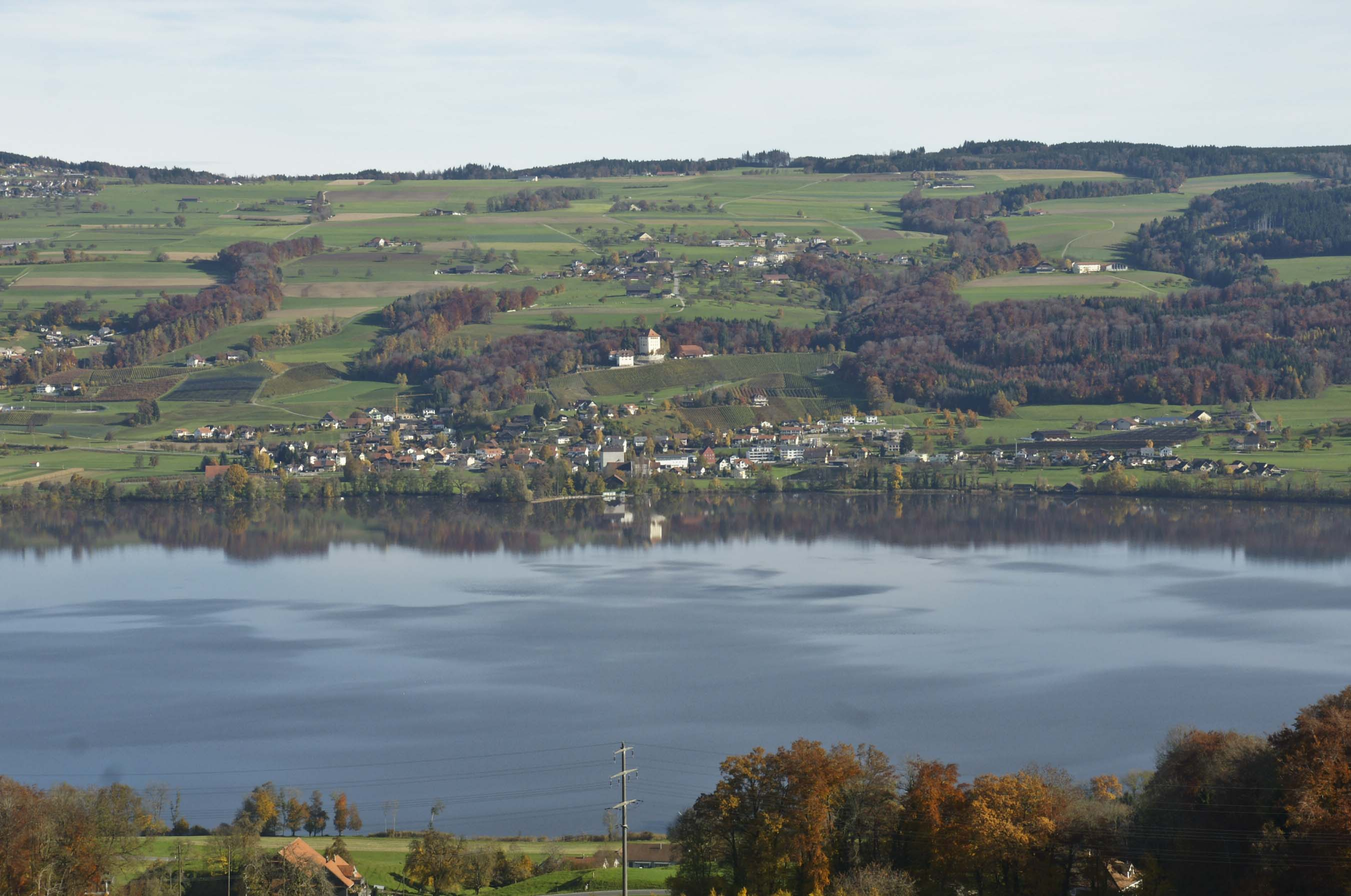
Gelfingen am Baldeggersee

Der Baldeggersee ist ein 5,3 km² grosser See im Kanton Luzern, im Schweizer Mittelland. Der See ist unter der Objektnummer 1304 im Bundesinventar der Landschaften und Naturdenkmäler von nationaler Bedeutung (BLN) aufgeführt.

## Geographie
Der See liegt im südlichen Seetal, eingebettet zwischen die beiden langgezogenen Bergrücken des Erlosen im Westen und des Lindenbergs im Osten. Die mittlere Seehöhe beträgt 463 m ü. M. Der tiefste Punkt des Seegrundes liegt auf 397 m ü. M., was einer maximalen Tiefe von 66 m entspricht. Die mittlere Tiefe des Sees beträgt 33 m.
Der Baldeggersee weist eine Länge von 4,5 km und eine Breite von 1 bis 1,7 km auf. Sein Wasservolumen beläuft sich auf 0,173 km³. Er gehört Pro Natura und ist somit der grösste Schweizer See in Privatbesitz.
Das Einzugsgebiet des Sees beträgt 73 km² (inklusive Seefläche). Hauptzufluss ist die Ron, die durch das Ronfeld bei Baldegg in den See mündet. Ferner führen einige kleine Bäche am Westhang des Lindenbergs und vom Erlosen, wie der Ärebolgetobelbach, ihr Wasser dem See zu. Weil alle Zuflüsse in der nahen Umgebung entspringen und deshalb nur wenig Wasser führen, dauert die Zeit des mittleren Wasseraufenthalts im See 5,5 Jahre. Den Abfluss bildet der Aabach, welcher den See an seinem Nordende verlässt und nach wenigen Kilometern in den Hallwilersee mündet. Die Ufer des Sees sind auf allen Seiten relativ flach. Einzige Gemeinde direkt am See war Gelfingen. Die beiden etwas grösseren Ortschaften Hitzkirch und Hochdorf liegen etwas abseits vom See am Fuss des Lindenbergs.

## Entstehung
Seine Entstehung verdankt der Baldeggersee dem eiszeitlichen Reussgletscher, der das heutige Seetal ausgeschliffen und übertieft hatte. Beim Rückzug des Gletschers blieb hier über längere Zeit ein sogenannter Toteiskörper liegen, der die Aufschüttung des übertieften Talbodens mit Flusssedimenten verhinderte.

## Wasserqualität
Der See liegt in einem landwirtschaftlich intensiv genutzten Gebiet. Dadurch war der See schon ab den 1920er-Jahren einer Belastung durch Überdüngung (Phosphor, Nitrate, Ammoniak) ausgesetzt. Des Weiteren kamen die damals noch ungereinigten Abwässer aus Siedlungen und Industrie dazu. Dieses Problem konnte durch den Bau von Kanalisationsanlagen behoben werden. Hingegen wurde im Lauf des 20. Jahrhunderts der Nährstoffeintrag durch die Landwirtschaft immer grösser, was schliesslich zu rasantem Algenwachstum und damit einhergehend zur starken Abnahme des für das Seeökosystem essenziellen Sauerstoffs führte.
Eine Kombination von verschiedenen Massnahmen hatte ab 1980 das Ziel, die Wasserqualität zu verbessern. Einerseits wurden die Landwirte durch Aufklärungsarbeit und finanzielle Anreize durch Bund und Kanton dazu angehalten, die Nährstoffanreicherung im See durch ökologischeres Wirtschaften einzuschränken. Andererseits wird der Baldeggersee seit 1982 als weltweit erster See künstlich belüftet. Mit diesem künstlichen Sauerstoffeintrag konnte der Sauerstoffgehalt wieder nahezu auf die gesetzlich erforderlichen 4 mg Sauerstoff pro Liter Wasser angehoben werden. Im Winter wird mit Druckluft, die am Seeboden eingespeist wird, eine Zwangszirkulation des Wassers forciert. Dadurch konnte der Phosphorgehalt des Sees bis 2010 auf ca. 26 mg/m³ gesenkt werden. Ziel ist jedoch ein Wert zwischen 15 mg/m³ und 20 mg/m³. Mit den Folgen der globalen Erwärmung wird der See wärmer, was in den letzten Jahren zusätzliche Belüftungsmassnahmen erforderte.
Seit 2021 gilt im Kanton Luzern eine neue Phosphor-Verordnung, welche den Bauern im Einzugsgebiet von Sempacher-, Baldegger- und Hallwilersee vorschreibt, weniger Gülle auszutragen und den Tierbestand nicht zu erhöhen.